# بخش دورگ
بخش دورگ (به انگلیسی: Durg district) یک منطقهٔ مسکونی در هند است که در Durg Division واقع شده‌است. بخش دورگ ۲٬۲۳۸ کیلومتر مربع مساحت و ۱٬۷۲۱٬۷۲۶ نفر جمعیت دارد.